# Praakli
Praakli es una localidad situada en el municipio de Saaremaa, en el condado de Saare, Estonia. Según el censo de 2021, tiene una población de 114 habitantes.